# آرشي دونكان
آرشي دونكان (بالإنجليزية: Archie Duncan)‏ هو ممثل بريطاني (وحمل سابقاً جنسية المملكة المتحدة لبريطانيا العظمى وأيرلندا)، ولد في 26 مايو 1914 في المملكة المتحدة، وتوفي في 24 يوليو 1979 بلندن في المملكة المتحدة.

## وصلات خارجية
- آرشي دونكان على موقع IMDb (الإنجليزية)
- آرشي دونكان على موقع قاعدة بيانات الفيلم (الإنجليزية)